# Brueelia pyrrhularum
Brueelia pyrrhularum är en insektsart som beskrevs av Eichler 1954. Brueelia pyrrhularum ingår i släktet draklöss, och familjen fjäderlöss. Arten är reproducerande i Sverige.